# Söderledstunneln
Le Söderledstunneln (en français « Tunnel vers le sud ») est un tunnel routier sous le quartier de Södermalm à Stockholm en Suède,.  

## Situation
Le Söderledstunneln est un tunnel entre le pont centralbron et le Johanneshovsbron à Södermalm dans le centre-ville de Stockholm.
Le tunnel mesure respectivement 1 520 mètres (direction nord) et 1 580 mètres (direction sud). 
Le tunnel lui-même constitue la majeure partie de la Söderleden, qui fait partie de l'axe nord-sud de Stockholm.
Le tunnel est construit sous la forme de deux tubes séparés avec deux voies dans chaque tube. Chaque tube du tunnel mesure 7,25 mètres de large. La hauteur est de 4,5 mètres. 
Environ 110 mètres du tunnel ne sont pas revêtus et sont situés dans la roche, les 1400 mètres restants sont en béton. 
Le tunnel fait partie de la route municipale E4.25, qui croise la route européenne 4 (Karlberg)-Klarastrandsleden-Centralbron-Söderledstunneln-Riksväg 73 (Johanneshov).

## Histoire
Les travaux de construction ont débuté le 9 octobre 1984, sur une section où se trouvait déjà un tunnel précédent, appelé Södergatan, construit en 1944. 
Entre 1964 et 1966, ce tunnel a été prolongé de 150 mètres sous le lycée d’Åsö.
Dans les années 1980, afin de réduire les embouteillages au sud de Högbergsgatan, il a été décidé de construire un nouveau tunnel et de rénover celui existant au nord. 
Le projet a été achevé dans les délais prévus en janvier 1991.